# 松久保秀胤
松久保 秀胤（まつくぼ しゅういん　1928年 - ）は、法相宗の僧侶。薬師寺管主、法相宗管長を経て、2003年8月より、薬師寺長老。

## 略歴
大阪府大阪市生まれ。1938年、薬師寺で得度。橋本凝胤に師事。旧制松江高等学校卒。
法相宗宗務長、薬師寺副住職を経て1998年、高田好胤前管主の死去に伴い、薬師寺管主。2002年、法相宗管長。在任中の平成15年（2003年）3月21日大講堂落慶法要。2003年、管長を退任し、薬師寺長老。長野蓼科山聖光寺住職。奈良地方裁判所調停委員、法務省保護司。
現在、唯識教学の普及のため講義を続ける。仏足石研究の第一人者。

## 著書
- 『生きる指針 - あるがままに老い、死ぬということ』（河出書房新社、2001年）
- 『安らぎを求めて - 唯識が説く心のはたらき』（善本社、2001年）
- 『唯識初歩 - 心を見つめる仏教の智恵』（鈴木出版、2001年）

### 監修
- 『縄文 - 謎の扉を開く』（冨山房インターナショナル、2009年）

### 論文
- CiNii>松久保秀胤